# Yasunori Mitsuda
Yasunori Mitsuda (光田 康典 Mitsuda Yasunori, Tokuyama, Prefectura de Yamaguchi, 21 de enero de 1971) es un compositor y músico japonés, más conocido por sus bandas sonoras para películas y videojuegos.

## Biografía
Mitsuda nació en Tokuyama, Prefectura de Yamaguchi, Japón, y se crio en Kumage. En su niñez, tomó lecciones de piano, pero él estaba más interesado en los deportes y nunca tomó la música seriamente. También continuó con el ordenador personal a una edad temprana, y aprendió por sí mismo a programar canciones y juegos simples. Luego de un breve apasionamiento por el golf, Mitsuda redescubrió la música en la escuela secundaria, inspirado por la música de películas como Blade Runner y por los trabajos de compositores como Henry Mancini.
Después de la secundaria, Mitsuda se muda a Tokio y se matricula en el Junior College of Music. A pesar del bajo prestigio del colegio, Mitsuda recibió sólida instrucción de sus profesores, en su mayoría músicos en práctica quienes llevarían a Mitsuda a sus conciertos para ayudar a transportar y configurar equipo. A pesar de ser utilizado gratuitamente para trabajo físico, Mitsuda obtuvo una visión de primera mano del mundo de la música japonesa y entrenamiento evaluable dentro y fuera de las aulas. 
Uno de sus instructores había trabajado en videojuegos, y mostró a Mitsuda un aviso sobre un nuevo puesto en el departamento musical en la empresa desarrolladora de software Squaresoft. Mitsuda envió un demo con el cual ganó una entrevista en el estudio. A pesar de la "desastrosa" entrevista (como él la describe), se le ofreció un puesto en el equipo de sonido de la compañía en abril de 1992.
A pesar de que su cargo oficial era "compositor", Mitsuda se encontró trabajando más como ingeniero en sonido, una persona que toma composiciones de otra gente y las adapta a la tecnología utilizada en hacer videojuegos. En 1995, le dio finalmente al vicepresidente de Squaresoft, Hironobu Sakaguchi, un ultimátum: dejarlo componer, o él renunciaría. Sakaguchi asignó al joven músico al equipo ocupado de Chrono Trigger. A Mitsuda se le permitió componer la mayoría de las pistas para el juego bajo el ojo vigilante de un veterano compositor Nobuo Uematsu, al final arreglando cincuenta y cuatro pistas (Uematsu compuso las diez restantes, dejando a Noriko Matsueda asistirlo con una). Mitsuda reveló en 2004 que Uematsu se ofreció para ayudarlo en la banda sonora después de que él desarrollara una úlcera gástrica debido a su duro trabajo ().
La banda sonora de Chrono Trigger demostró ser extremadamente popular entre sus fanes. Mitsuda trabajó en cuatro títulos más para Squaresoft, el último fue Xenogears en 1998 (él también compuso la banda sonora de Xenosaga EPISODE I: Der Wille zur Macht). Entonces se volvió freelance, aunque continuó trabajando cercanamente con Squaresoft en proyectos como la secuela de Chrono Trigger, Chrono Cross. También realizó música no perteneciente a la línea principal de algún juego, como su CD Sailing to the World (el cual contiene una selección de música de un juego poco conocido llamado "The Seventh Seal"). Un nuevo arreglo de la música de Chrono Cross ha sido cotizada por Mitsuda para lanzarse en julio de 2005, también una colaboración artística con Masato Kato, creador de la serie de Chrono, llamada 'Kirite' y presentando música, arte, e historias, con la voz de Eri Kawai.
Su música de Chrono Trigger fue interpretada en vivo por una orquesta sinfónica en 1996 en el Orchestral Game Concert en Tokio, Japón. La primera interpretación de su música fuera de Japón tuvo lugar en 2005 en el Symphonic Game Music Concert en Leipzig, Alemania cuando fue presentada música de Chrono Cross.
Recientemente ha sido anunciado que una suite de Chrono Trigger y Chrono Cross será parte de la gira mundial sinfónica con música de videojuegos PLAY! A Video Game Symphony. Yasunori Mitsuda confirmó su asistencia en el estreno mundial de PLAY! en Chicago el 27 de mayo de 2006.

## Estilo musical e influencias
La música de Yasunori Mitsuda a menudo muestra fuertes influencias celtas. Esto es particularmente evidente en su banda sonora para Chrono Cross en canciones como "Another Termina" y "The Dream Starts" también como en su álbum arreglado de Xenogears, Creid. El estilo de Mitsuda es difícil de encasillar, no obstante, puesto que él es capaz de componer música en varios estilos diferentes dependiendo de las demandas del proyecto. Por ejemplo, la pista de Chrono Cross, "Chronomantic" suena Caribeña, mientras la canción "The Great Sneff's Troupe" de la misma banda sonora es condimentada con sonidos del Lejano Oriente. Un número de sus composiciones también presentan sonidos Indios, como las pistas de Chrono Trigger "Corridor Of Time" y "Schala's Theme".
Yasunori Mitsuda siempre ha admitido al Cine popular como una fuerte influencia en su trabajo. Esto es particularmente evidente en variados temas de batallas que ha escrito, como "The Brink of Death", el cual es usado tanto en Radical Dreamers como en Chrono Cross. El tema principal de Chrono Trigger es otro ejemplo del lado cinemático de Mitsuda.
La música de Mitsuda se traduce sorprendentemente bien al jazz también. El álbum The Brink of Time consiste en varios arreglos de su banda sonora Chrono Trigger interpretada magistralmente por una banda de jazz llamada Guido.

## Equipo
- Guitarra eléctrica Parker Fly Deluxe Vibratto
- Guitarra acústica Kiso-Klein OMK-1
- Guitarra acústica Yamaha CPX-15
- Guitarra clásica Yamaha C-250
- Bajo Music Man StingRay

## Créditos de diseños de sonido
- Hanjuku Hero: Aa, Sekaiyo Hanjukunare...! (1992)
- Final Fantasy V (1992)
- The 7th Saga (1993)
- Secret of Mana (1993)
- Romancing SaGa 2 (1993)
- Korg M01 (2010)

## Créditos de videojuegos
- Chrono Trigger (1995) - con Nobuo Uematsu y Noriko Matsueda
- Radical Dreamers: Nusumenai Hōseki (1996)
- Front Mission: Gun Hazard (1996) - con Nobuo Uematsu, Masashi Hamauzu, y Junya Nakano
- Tobal No. 1 (1996) - con muchos otros
- Xenogears (1998)
- Mario Party (1998)
- Chrono Cross (1999)
- Bomberman 64: The Second Attack (1999) - con muchos otros
- Tsugunai: Atonement (2001)
- Shadow Hearts (2001) - con Yoshitaka Hirota
- Legaia 2: Duel Saga (2001) - con Hitoshi Sakimoto y Michiru Oshima
- Xenosaga (2002)
- The Seventh Seal (2003)
- Shadow Hearts: Covenant (2004) - con Yoshitaka Hirota, Kenji Ito, y Tomoko Kobayashi
- Graffiti Kingdom (2004)
- 10,000 Bullets (2005) - con Miki Higashino
- Tantei Kibukawa Ryosuke Jiken Tan (2005) - con Takanari Ishiyama y Kazumi Mitome
- Monster Kingdom: Jewel Summoner (2006) - con muchos otros
- Deep Labyrinth (2006)
- Luminous Arc (2007) - con Kazumi Mitome, Akari Kaida, y Shota Kageyama
- Soukou Kihei Armodyne (2007)
- Soma Bringer (2008)
- Inazuma Eleven (2008)
- Sands of Destruction (2008) - con Shunsuke Tsuchiya y Kazumi Mitome
- Arc Rise Fantasia (2009) - con Shunsuke Tsuchiya y Yuki Harada
- Lime Odyssey (2009) - con Dong-Hyuc Shin, Jun-Su Park, y Sa-Yin Jeong
- bQLSI Star Laser (2009)
- Inazuma Eleven 2 (2009)
- Xenoblade Chronicles (2010) - ("Beyond the Sky")
- Inazuma Eleven 3: Sekai e no Chousen (2010) - con Natsumi Kameoka
- Inazuma Eleven Strikers (2011) - con Natsumi Kameoka
- Yuusha 30 Second[1] (2011) - con muchos otros
- pop'n music 20 fantasia (2011) - ("Tradria")
- Inazuma Eleven Strikers 2012 Xtreme (2011) - con Natsumi Kameoka
- Kid Icarus: Uprising (2012) - con muchos otros
- Black Wolves Saga: Bloody Nightmare (2012) - ("Dear Despair")
- Inazuma Eleven 1.2.3!! Legend of Mamoru Endou (2012) - con Natsumi Kameoka
- Inazuma Eleven GO 2: Chrono Stone (2012) - con Natsumi Kameoka
- Inazuma Eleven GO Strikers 2013 (2012) - con Natsumi Kameoka
- Soul Sacrifice (2013) - con Wataru Hokoyama
- Soukyu no Sky Galleon (2013) - (Tema principal solamente)[1]
- Ken ga Kimi (2013) - (Ending Theme 2)[2]
- Xenoblade Chronicles 2 (2017)
- Sea of Stars (2023)

## Créditos de anime
- Pugyuru (2004)
- Inazuma Eleven (2008)
- Inazuma Eleven Saikyō Gundan Ōga Shūrai (2010)
- Inazuma Eleven GO Chrono Stone (2012) - con Shiho Terada y Natsumi Kameoka
- Chouyaku Hyakuninisshu: Uta Koi (2012) - con Maki Kirioka
- Inazuma Eleven GO vs. Danbōru Senki W (2012) - con Natsumi Kameoka y Rei Kondoh
- Inazuma Eleven GO Galaxy (2013)
- Kuroshitsuji Book of Circus (2014)
- Inazuma Eleven: Orion no Kokuin (2018)
- Dungeon Meshi (2024)